# 奇斯威克宮

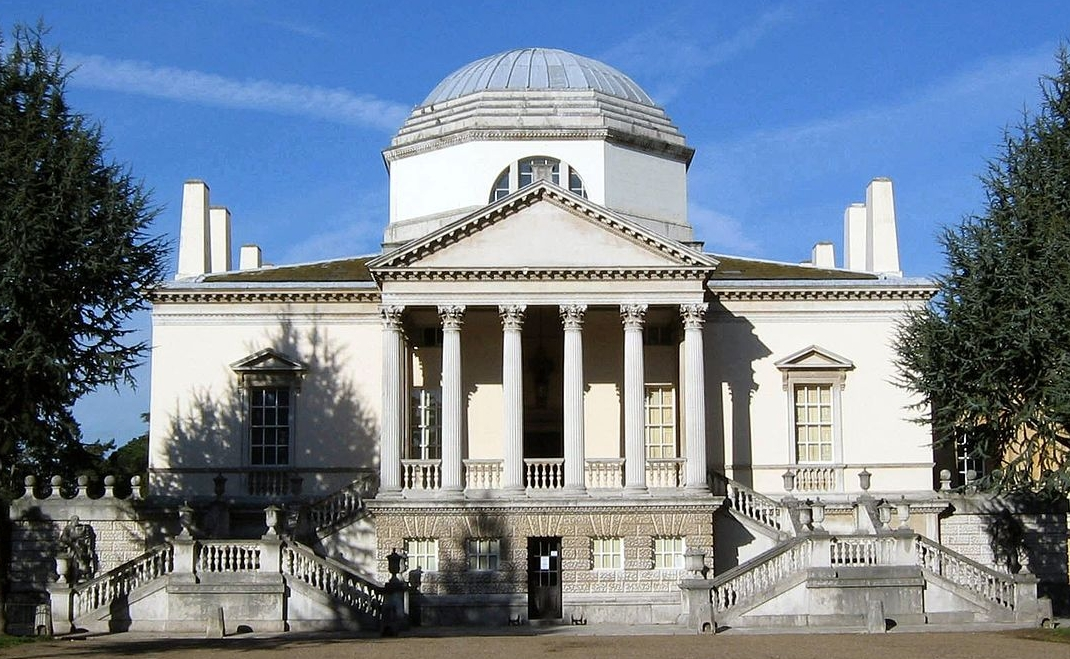
建築正面

奇斯威克宮 (Chiswick House) 是位於英國西倫敦奇斯威克的一座建築，建築風格是帕拉第奧式建築。奇斯威克宮的設計者是第三代伯林頓伯爵理察·波義耳，竣工於1729年，是倫敦現存的帕拉第奧式建築中最美麗的一座建築。奇斯威克宮的花園由威廉·肯特設計，是英式花園初期代表作之一。